# Большая Речка (приток Талмовой)
Большая Речка — река в Кемеровской области России. Устье реки находится в 13 км по правому берегу реки Талмовая. Длина реки составляет 14 км.

## Данные водного реестра
По данным государственного водного реестра России относится к Верхнеобскому бассейновому округу, водохозяйственный участок реки — Иня, речной подбассейн реки — бассейны притоков (Верхней) Оби до впадения Томи. Речной бассейн реки — (Верхняя) Обь до впадения Иртыша.